# Teniente Irala Fernandez
Teniente Irala Fernandez é uma cidade do Paraguai departamento Presidente Hayes.

## Transporte
O município de Teniente Irala Fernandez é servido pelas seguintes rodovias:
- Caminho em terra ligando o município a cidade de Teniente Esteban Martínez
- Caminho em terra ligando o município a cidade de Villa Hayes
- Ruta 09, que liga a cidade de Assunção a Ruta 06 da Bolívia (Boyuibe, Santa Cruz)[1][2][3]